# Echium sabulicola
Echium sabulicola Pomel (1874) es una planta incluida en el género Echium perteneciente a la familia de las boragináceas. 

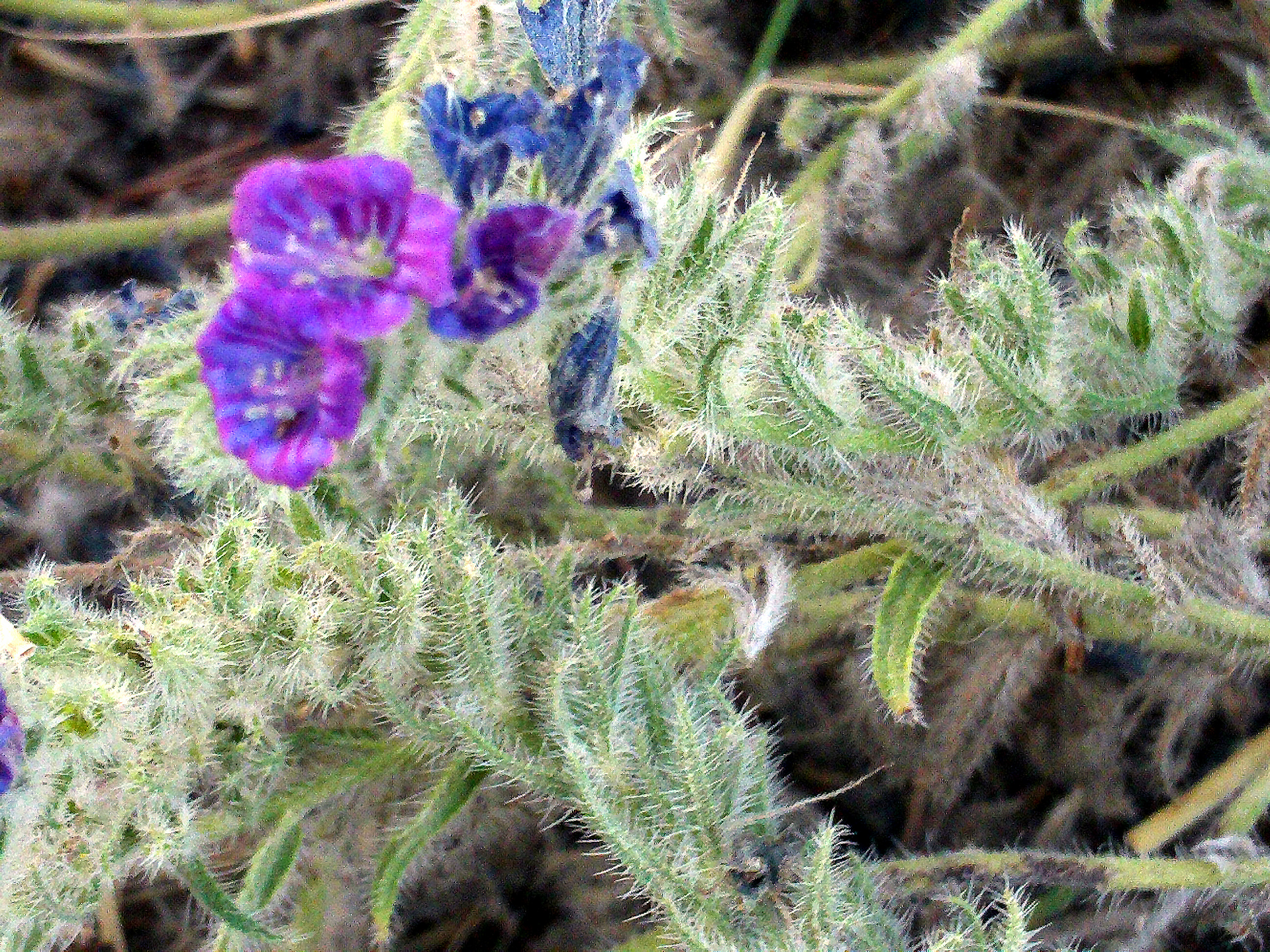
Detalle de la planta

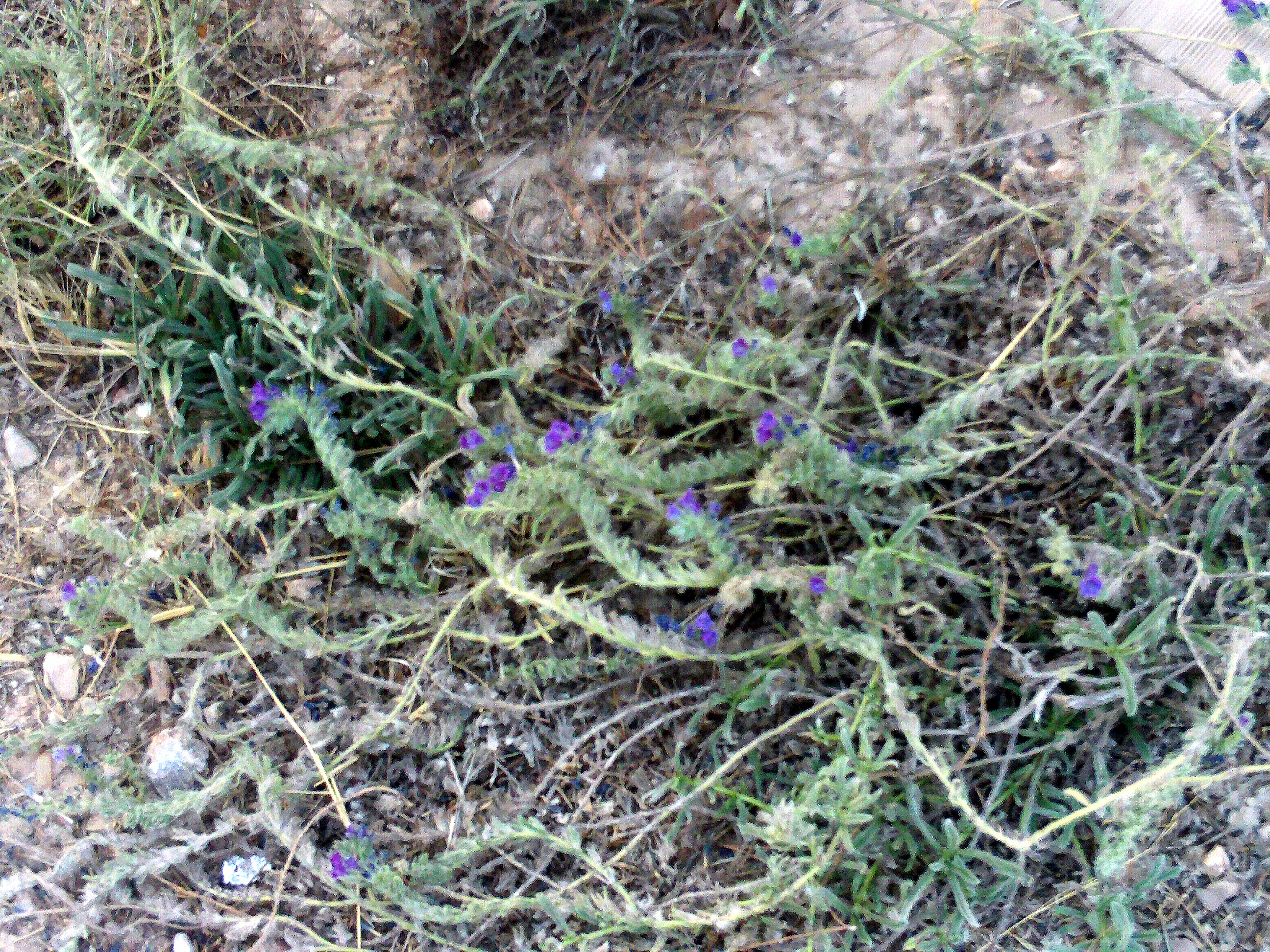
Vista de la planta en su hábitat

## Hábitat
Vive en las dunas costeras de las islas Baleares y en las costas del Mediterráneo en Alicante, Castellón, Gerona y Valencia. 
Requiere suelo bien drenado aunque sea pobre, seco árido y exposición a pleno sol.

## Descripción
Es una planta herbácea bienal rastrera, que puede alcanzar los 70 centímetros de altura cuando se encuentra agrupada. Se encuentra en los arenales de las costas de Mallorca, y  en las costas del Mediterráneo a pleno sol y tolera bien periodos prolongados de sequía.
Las flores con el cáliz formado por 5 sépalos soldados. Corola zigomorfa, de 12-22 mm de longitud, formada por 5 pétalos soldados. 4 estambres, de los cuales al menos 1-2 se encuentran exsertos del tubo de la corola. Las flores son de un azul más vivo en los pétalos soldados.
Pelos por toda la corola (Echium plantagineum los tiene nada más que sobre los nervios).
Las hojas iniciales en roseta basal, ovadas u obovadas. Las hojas basales son parecidas a las caulinares.
Ovario super o dividido en cuatro partes. Fruto en aquenio, con un número máximo de 4 por flor.

## Floración
Florece desde finales de abril, y puede volver a florecer en el otoño mientras dure el tiempo favorable.

## Taxonomía
Echium sabulicola fue descrita por Auguste Nicolas Pomel  y publicado en Nouveau Materiaux pour la Flore Atlantique 90. 1874.
Citología
Número de cromosomas de Echium sabulicola (Fam. Boraginaceae) y táxones infraespecíficos: n=8; 2n=16
Etimología
Echium: nombre genérico que deriva del griego echium, lo que significa víbora, por la forma triangular de las semillas que recuerdan vagamente a la cabeza de una víbora.
sabulicola: epíteto latino que significa "amante de la arena"
Sinonimia
- Echium confusum Coincy
- Echium maritimum sensu auct.
- Echium philotei Sennen
- Echium rifeum Pau
- Echium vidalii Sennen[3]

## Nombre común
- Español: Viborera marítima, viborera marina